# Ukraiinske, Krînîcikî
Ukraiinske (în ucraineană Українське) este un sat în comuna Huleaipole din raionul Krînîcikî, regiunea Dnipropetrovsk, Ucraina.

## Demografie
Componența lingvistică a localității Ukraiinske
     Ucraineană (93,38%)
     Rusă (6,62%)
Conform recensământului din 2001, majoritatea populației localității Ukraiinske era vorbitoare de ucraineană (93,38%), existând în minoritate și vorbitori de rusă (6,62%).